# ورزشگاه کروک پارک
ورزشگاه کروک پارک  (به انگلیسی: Croke Park) ورزشگاهی در شهر دوبلین و ورزشگاه اصلی و مقر اتحادیه ورزشی گیلیک است.
این ورزشگاه که در سال ۱۹۱۴ میلادی ساخته شده در سال ۲۰۰۴ بازسازی شده و ظرفیت آن ۸۲٬۳۰۰ است.

## نگارخانه

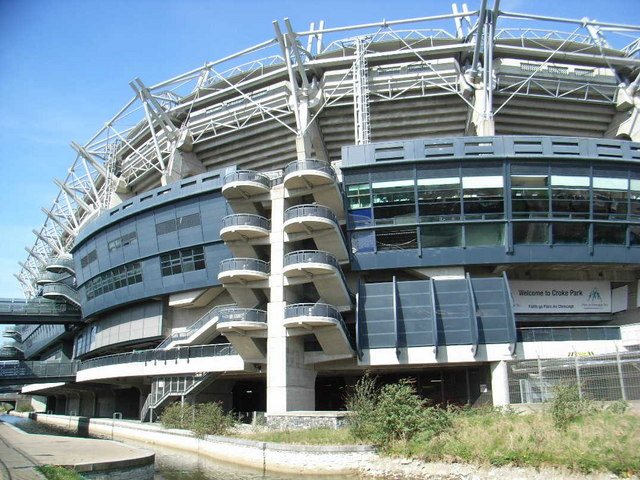
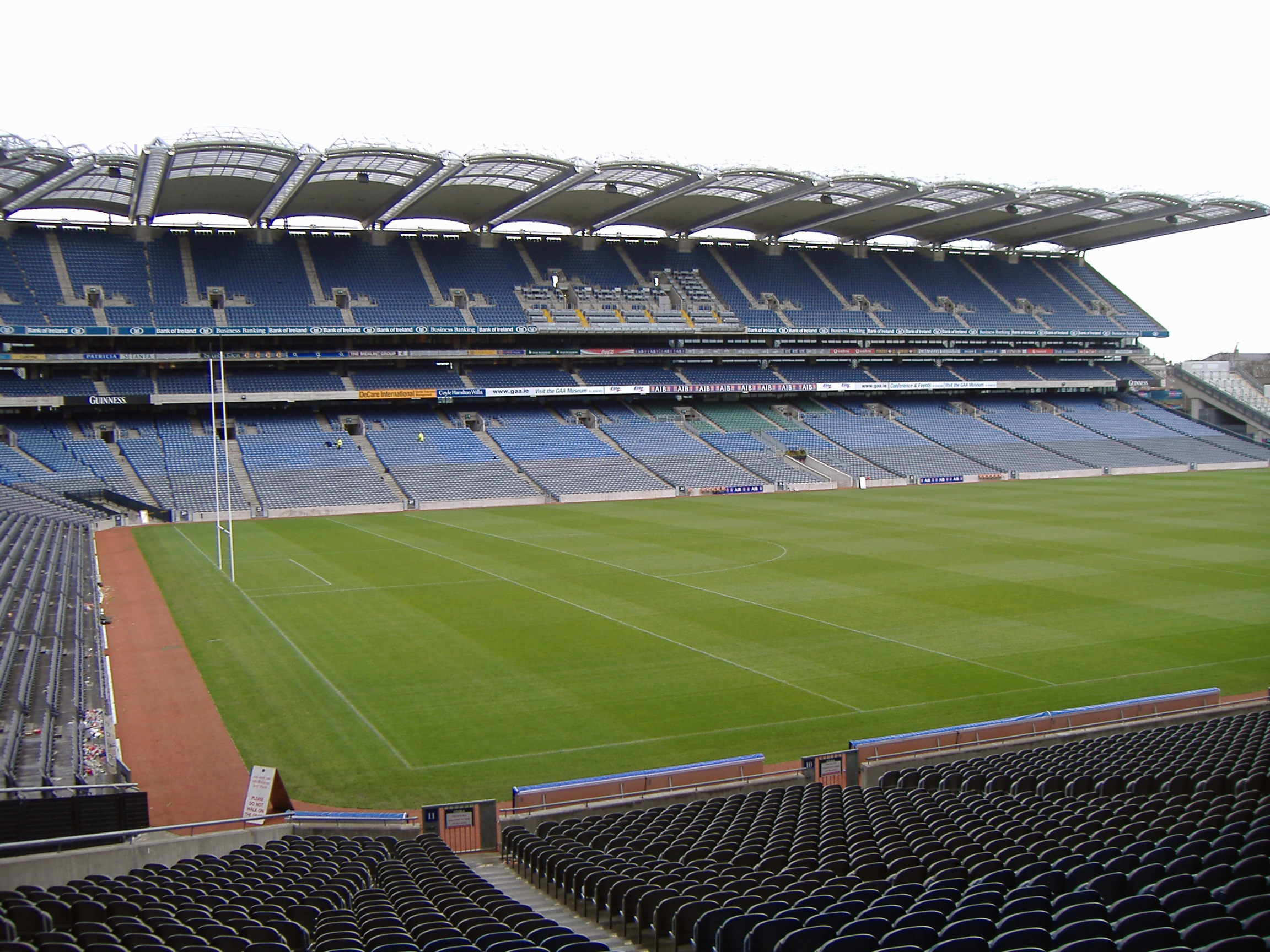
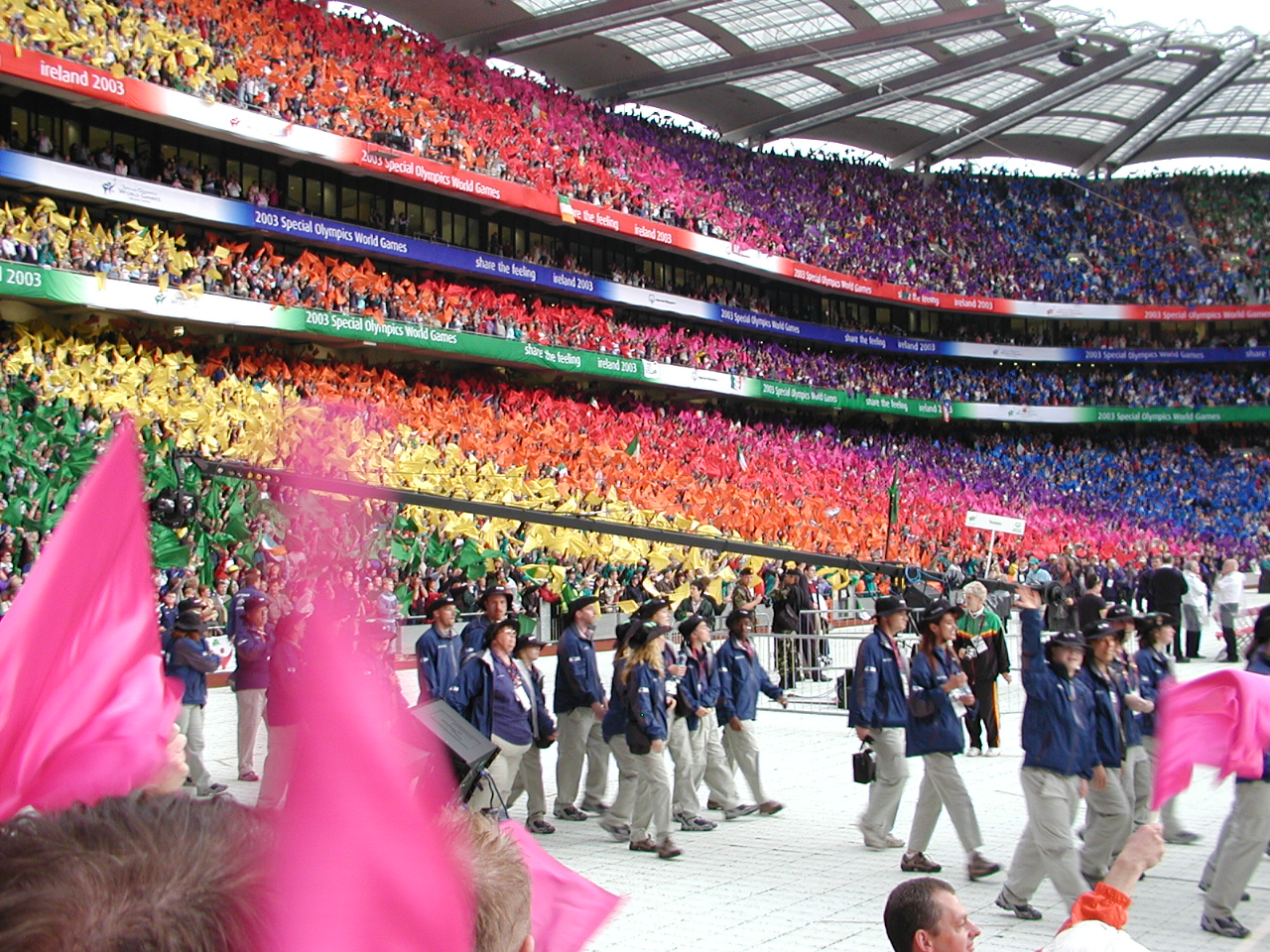
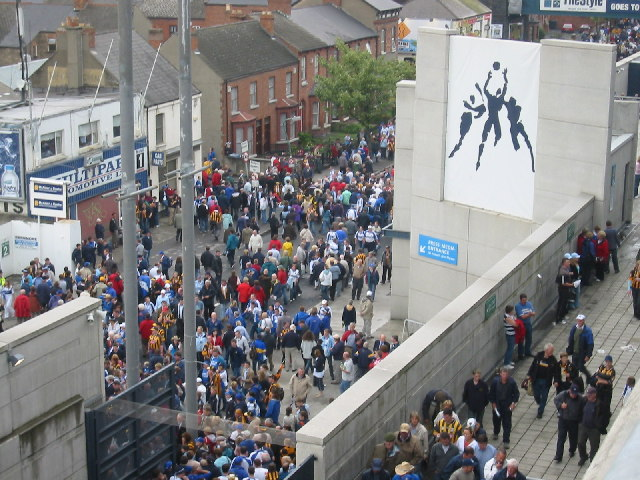
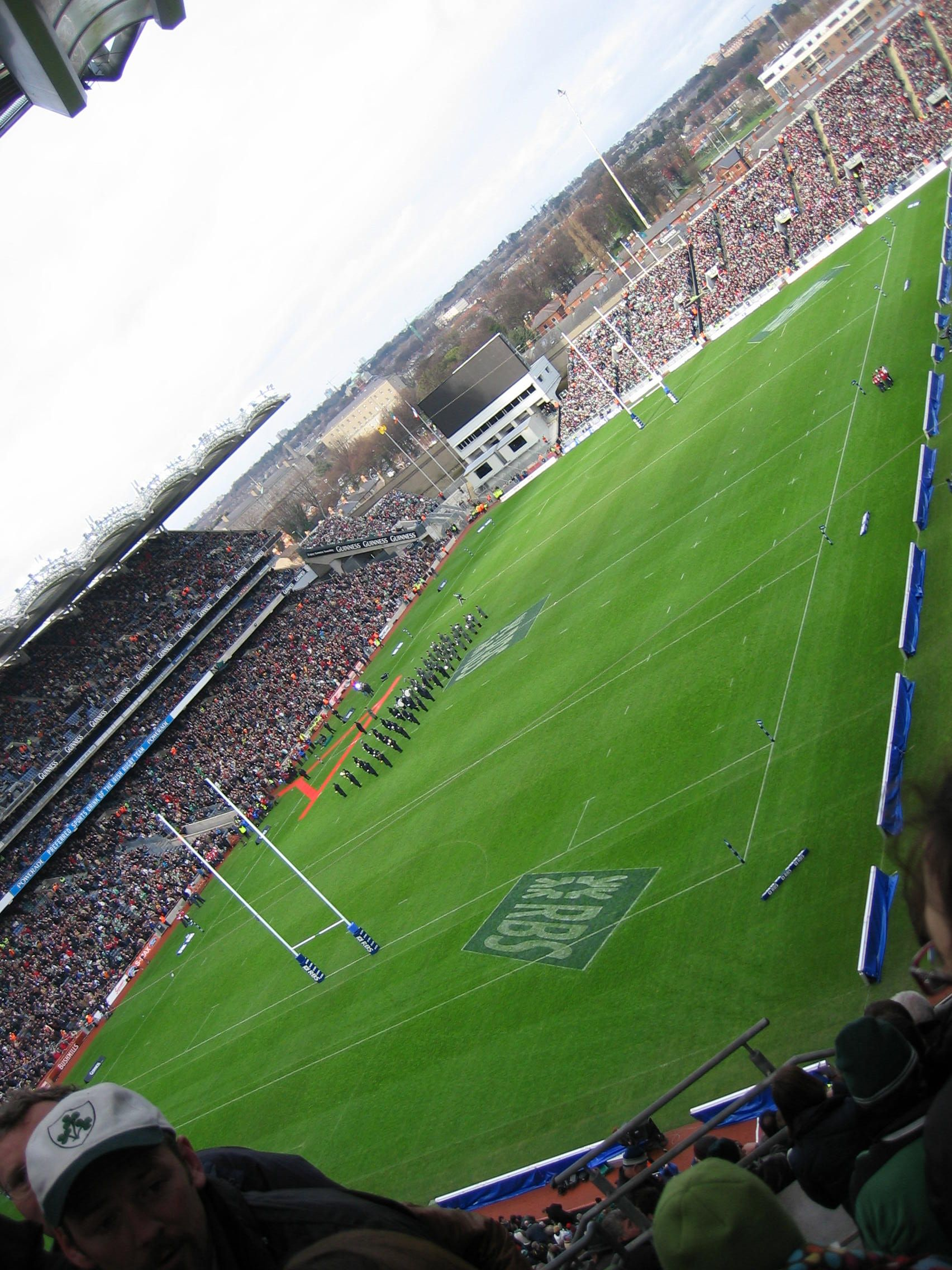
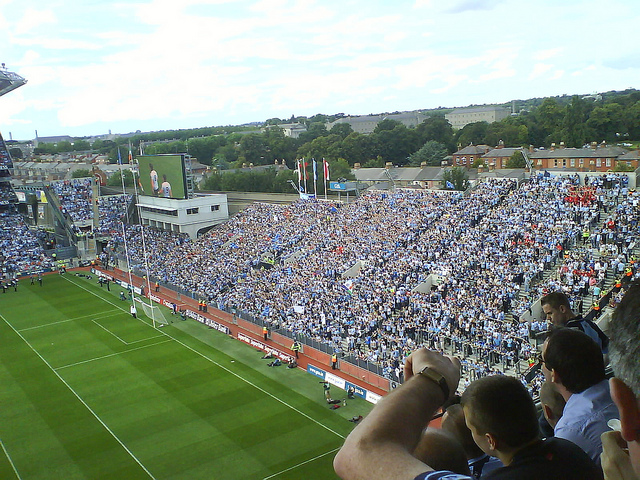